# Samospoušť

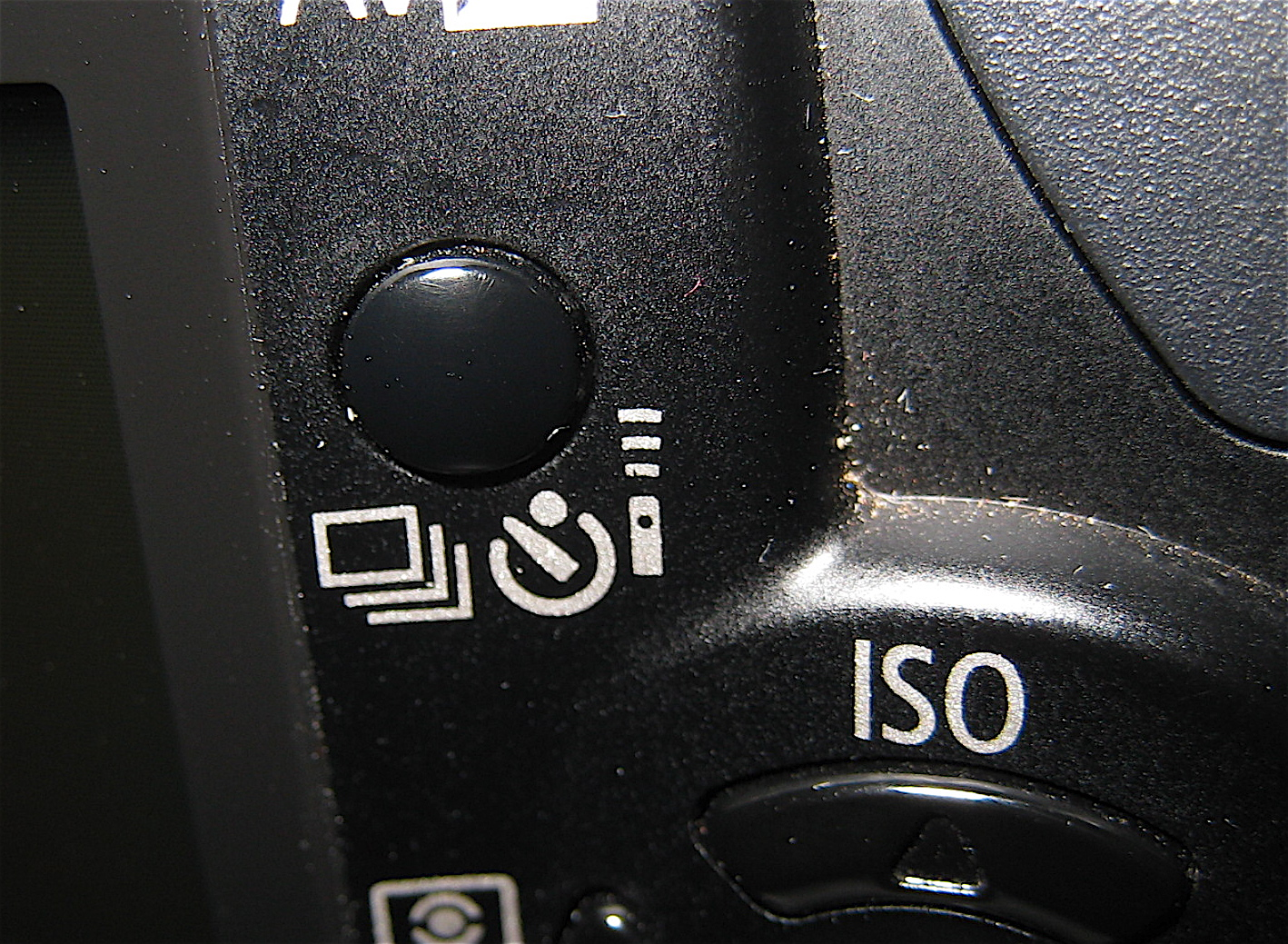
Tlačítko časované samospouště na fotoaparátu Canon EOS 400D označené typickým ideogramem - kulatými hodinami

Samospoušť nebo časová spoušť je zařízení obvykle zabudované do klasického fotoaparátu nebo součást softwaru digitálního fotoaparátu, který umožňuje zpoždění o stanovené době stisku spouště. Používá se také pro minimalizaci pohybové neostrosti způsobené otřesem fotoaparátu.

## Použití
Samospoušť se používá tehdy, pokud chce fotograf na snímku zachytit sám sebe. Také se používá pro minimalizaci rozmazání snímku způsobené pohybem fotoaparátu při samotném ručním stisknutí spouště při fotografování v podmínkách přispívajících ke vzniku chvění fotoaparátu. Stisknutí tlačítka spouště může způsobit mírný pohyb nebo chvění fotoaparátu, nastavení samospouště umožňuje těmto pohybům ustat dříve, než se otevře závěrka. Používá se jako náhrada v případě, kdy nemůže být použita dálková spoušť.
Pokud není samospoušť součástí fotoaparátu, přišroubuje se zařízení do tlačítka spouště nebo se připojí jako dálkové ovládání. Stisk se realizuje mechanickým strojkem nebo pneumatickým válcem.
Většina moderních fotoaparátů při běhu samospouště začne vydávat světelný a / nebo zvukový signál, jehož intenzita se obvykle v několika posledních sekundách před otevření závěrky zvyšuje.
Obvyklé doby zpoždění samospouští jsou obvykle asi 6 - 12 sekund. Některé moderní fotoaparáty mají přepínatelné polohy pro 2 nebo 10 sekund, nebo možnost zadat vlastní zpoždění.
U zrcadlovek je dobré využít funkci předsklopení zrcátka, která sklopí zrcátko před pořízením snímku. U těchto typů fotoaparátů se vyskytuje smíšený režim - dvousekundová samospoušť s předsklopení zrcadla.
Alternativně může být samospoušť spuštěna různými způsoby dálkovým ovladačem: kabelovou spouští, infračerveným nebo rádiovým ovládáním, nebo jinak podobně.

## Galerie

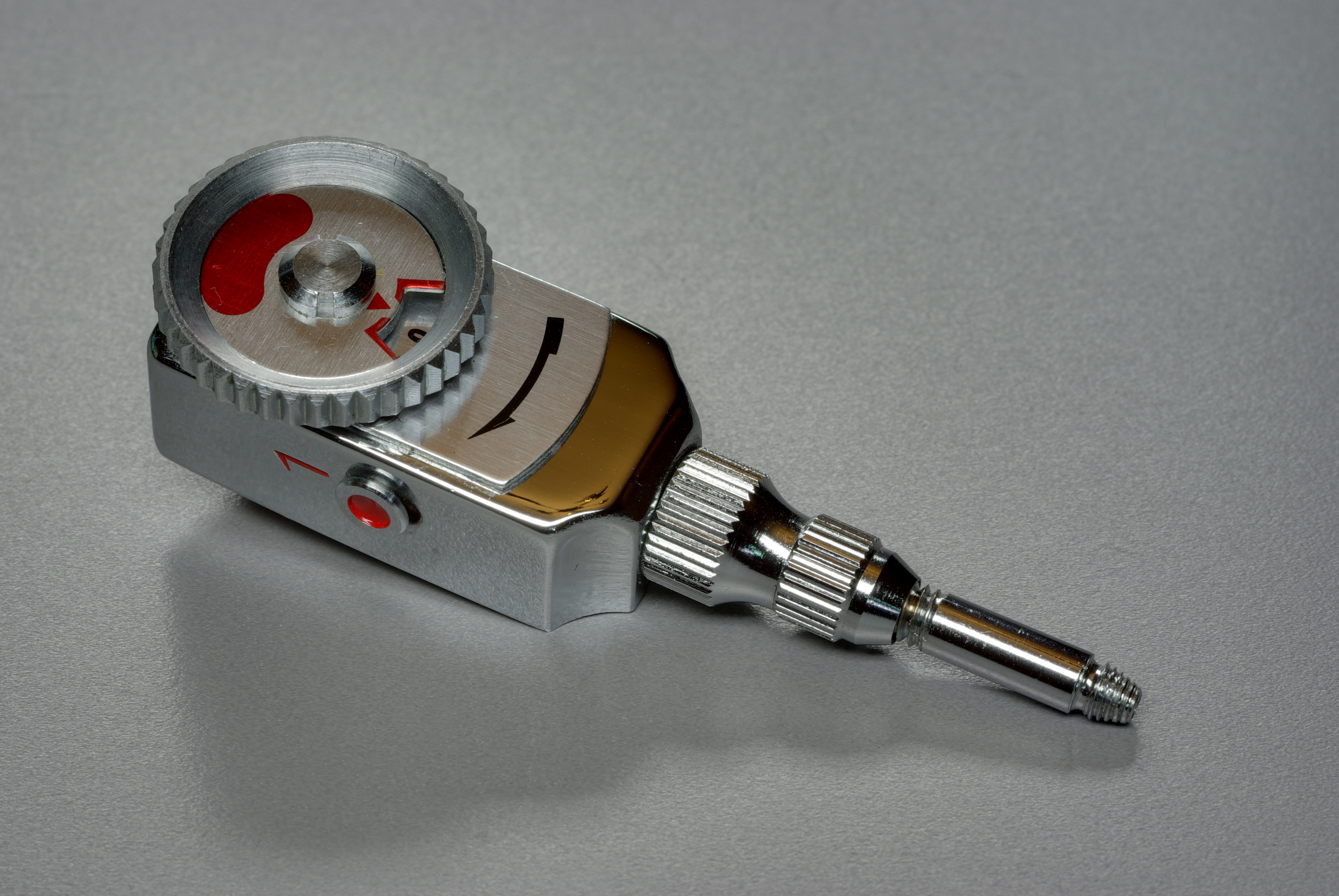
Mechanická samospoušť
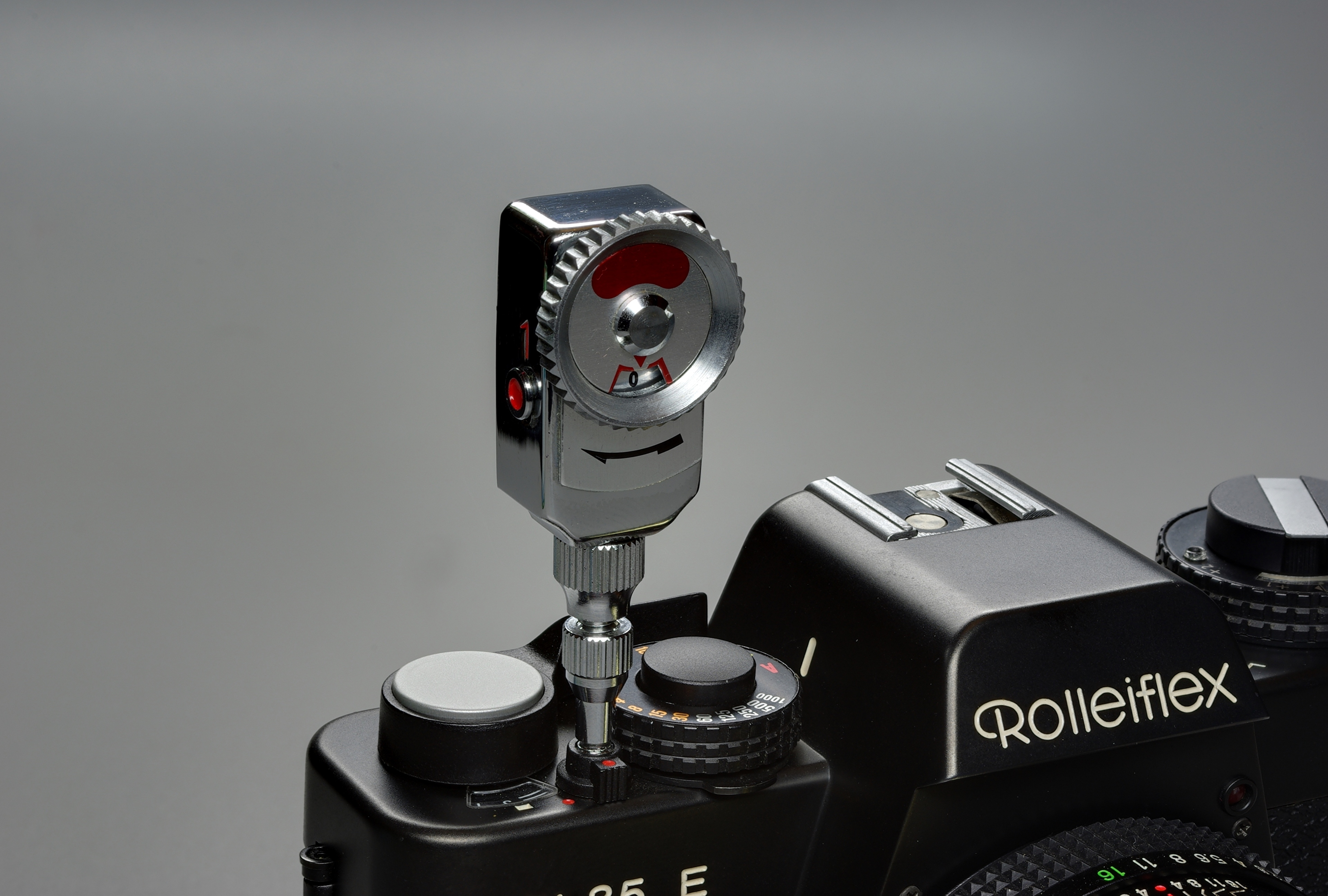
Mechanická samospoušť na fotoaparátu
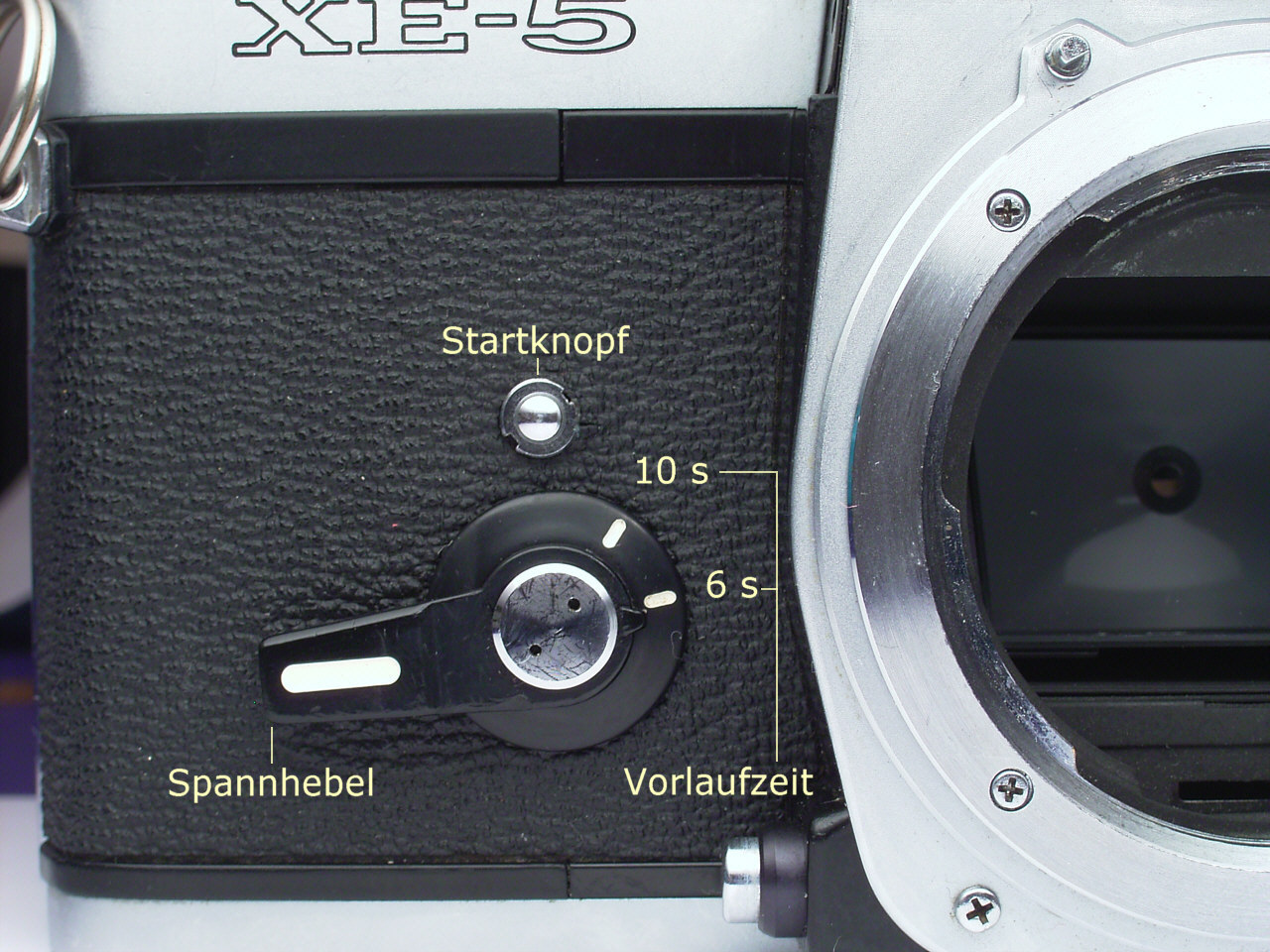
Mechanická samospoušť na zrcadlovce s možností zpoždění 6 a 10 sekund
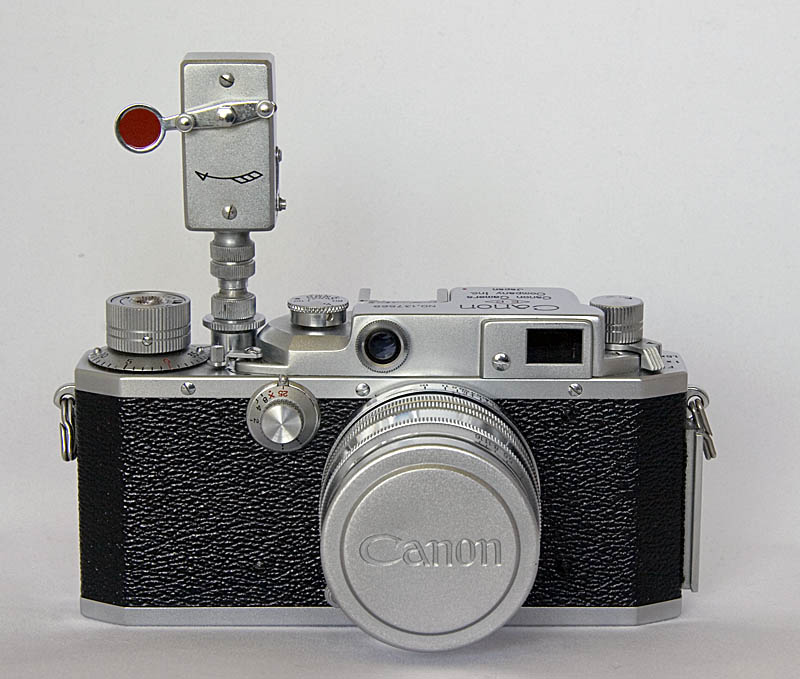
Mechanická samospoušť na fotoaparátu